# اوجا
اوجا (به مازندرانی: اوجا دار) از خانواده نارون (نام علمی:  Ulmus minor) است که در زبان گیلکی آن را «لی» و مازندرانی‌ها آن را «اوجا» می‌نامند.
نارون، درخت یا درختچه‌ای است که پوست آن در وهلهٔ اول صاف است و پس از مدتی، پوست درخت رگه رگه می‌شود. (رگه طولی) شاخه‌های آن پوشیده از برگ‌های متناوب بیضی و دارای دمبرگ است. پهنک برگ آن قرینه نیست و دندانه‌های زیادی دارد. میوهٔ آن پس از خشک شدن به سرعت از غلاف خود بیرون نمی‌آید.
این گیاه در حاشیه بیشه زارها و جنگل‌های مخلوط و مرطوب در ارتفاعات پایین می‌روید. نارون را غالباً در پارک‌ها و باغ‌ها می‌کارند.
پوست این گیاه از نظر پزشکی دارای ارزش است. نخست، شاخه‌های جوان را برش طولی داده، سپس آن‌ها را با دست جدا می‌کنند (قطر شاخه حدود یک سانتیمتر). دسته‌های گل آن قبل از روییدن برگ‌ها، روی شاخه‌های کوتاه می‌شکفد. عمل گرده افشانی این گیاه به کمک باد انجام می‌شود.
نارونیان از مهم‌ترین گیاهانی هستند که از نظر سازگاری در زیست‌بوم‌های گوناگون، توانسته‌اند انتشار همه‌جایی داشته باشند.
درخت اوجا و ملج از گونه‌های مهم نارون به شمار می‌آیند که مهم‌ترین آفت این درختان سوسک scolytus است.
درخت اوجا، که به‌عنوان یکی از گونه‌های بومی اروپا شناخته می‌شود، در بخش‌های وسیعی از این قاره رشد می‌کند. این درخت به‌ویژه در مناطق جنوبی و مرکزی اروپا، به خصوص در کشورهای حاشیه دریای مدیترانه مانند ایتالیا، اسپانیا و فرانسه، شرایط رشد مطلوب‌تری دارد. با این حال، با توجه به ویژگی‌های بالای سازگاری آن، درخت اوجا به‌خوبی در برخی بخش‌های آسیا و آمریکای شمالی نیز گسترش یافته است.
در ایران، این درخت به ویژه در مناطق شمالی کشور به‌وفور دیده می‌شود. استان‌های گیلان، مازندران و گلستان با داشتن شرایط آب و هوایی معتدل و رطوبت بالا، زیستگاه‌های مناسبی برای رشد درخت اوجا فراهم کرده‌اند. این درخت معمولاً در حاشیه جنگل‌های مرطوب هیرکانی و در نزدیکی منابع آبی مانند رودخانه‌ها و تالاب‌ها رشد می‌کند. جنگل‌های پهن‌برگ هیرکانی، با تنوع زیستی بالا و خاک‌های غنی، از بهترین زیستگاه‌های طبیعی درخت اوجا در ایران به‌شمار می‌آیند.

## لغت‌نامه دهخدا
اوجا. (اِ) نارون . (یادداشت مرحوم دهخدا). گونه ای از نارون که در اراضی جنگلی کم ارتفاع شمال ایران فراوان است و آن را سیاه درخت نیز نامند. خوش سایه . پشه غال . پشه وار. پشه بانه . سده . ناژبن . بوقیصا. و رجوع به جنگل‌شناسی ج 2 ص 115، 120، 215 و نیز رجوع به نارون شود.

## فرهنگ لغت عمید
(اسم) ‹اوجه، وجه، وج› (زیست‌شناسی)
['ujā] درختی جنگلی از نوع نارون، با پوست سخت و شکاف‌دار و برگ‌های بیضوی نوک‌تیز؛ لو؛ لی؛ قره‌آغاج؛ قره‌غاج؛ گل پردار؛ مَلَج.

## نگارخانه

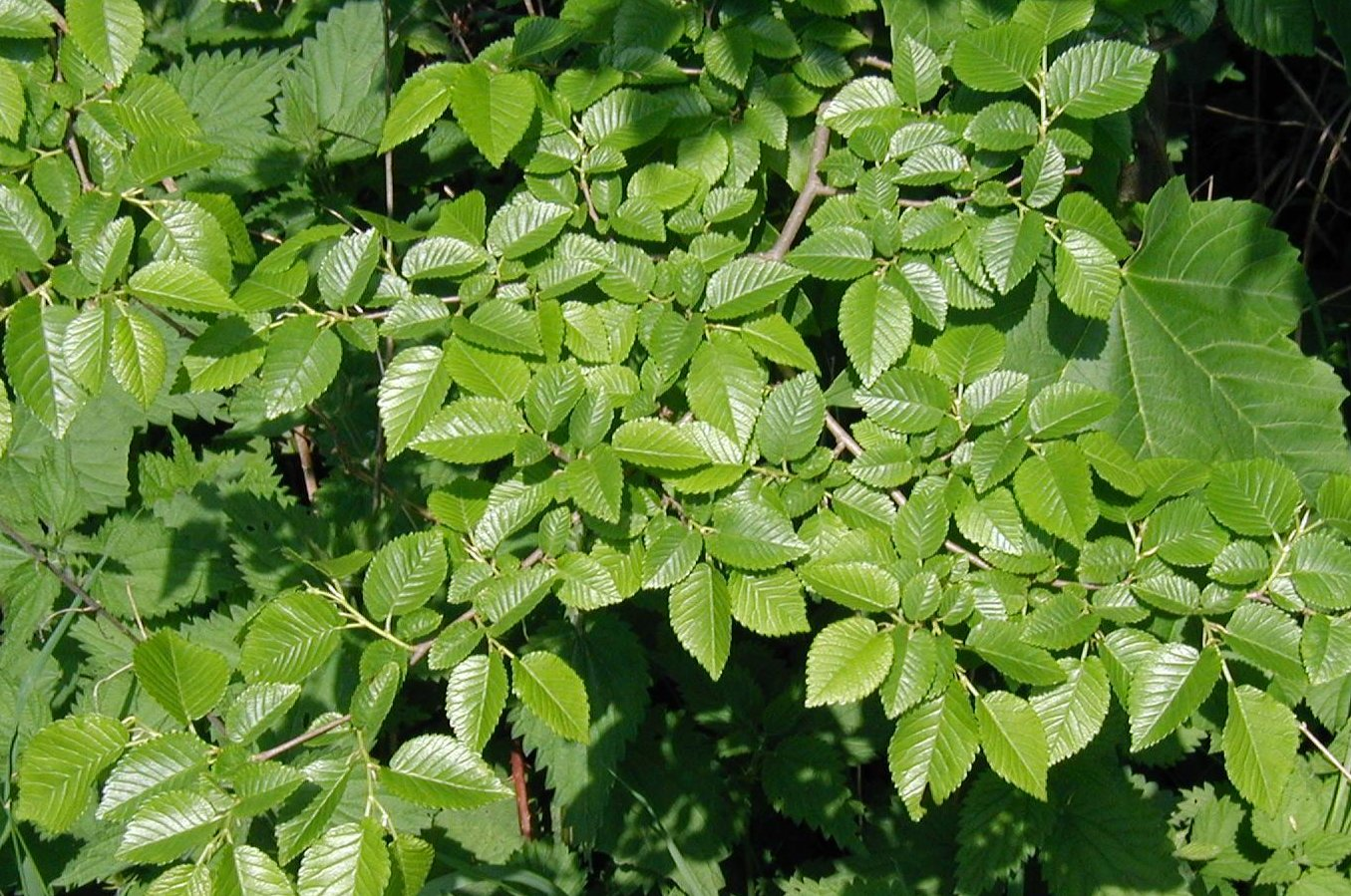
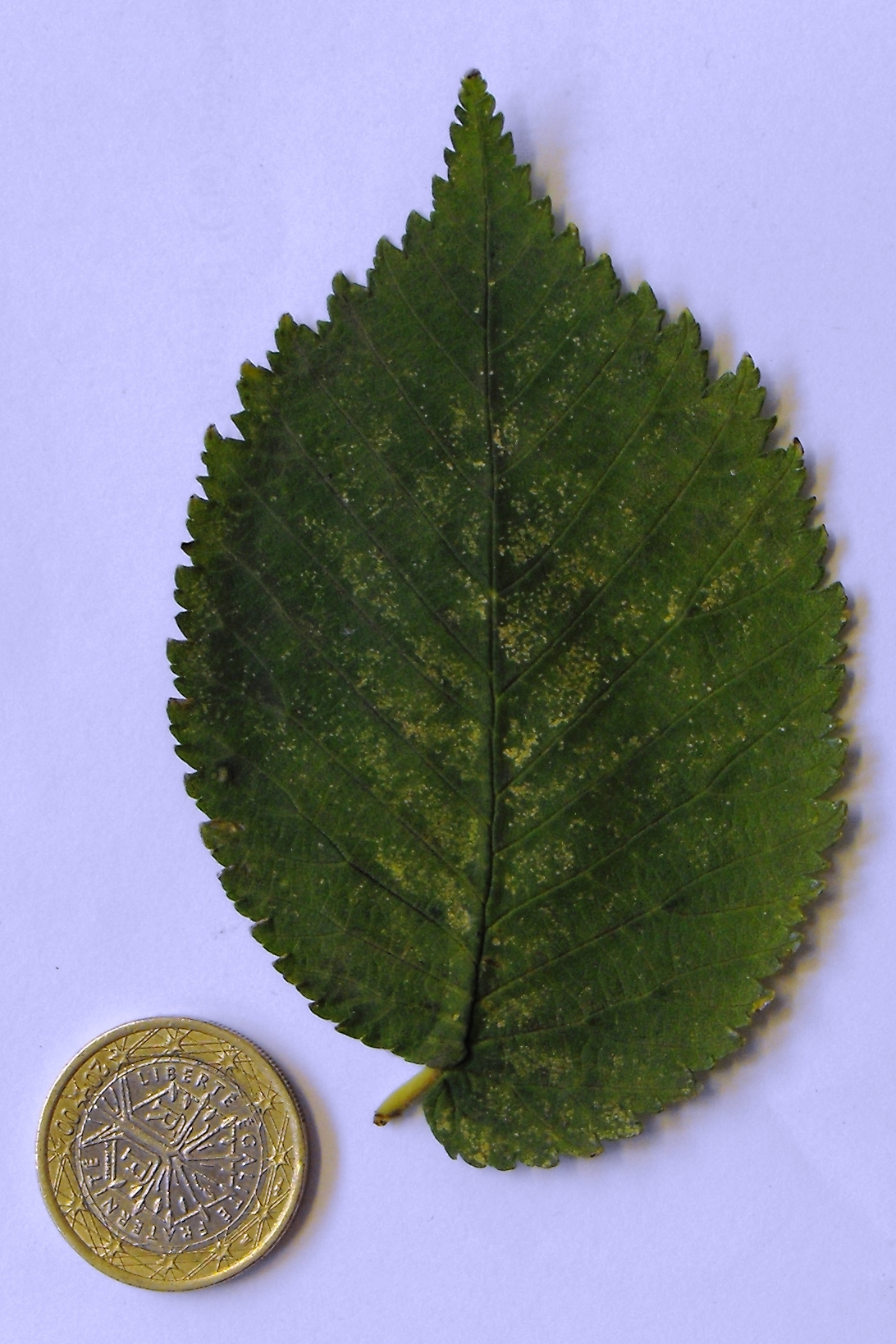
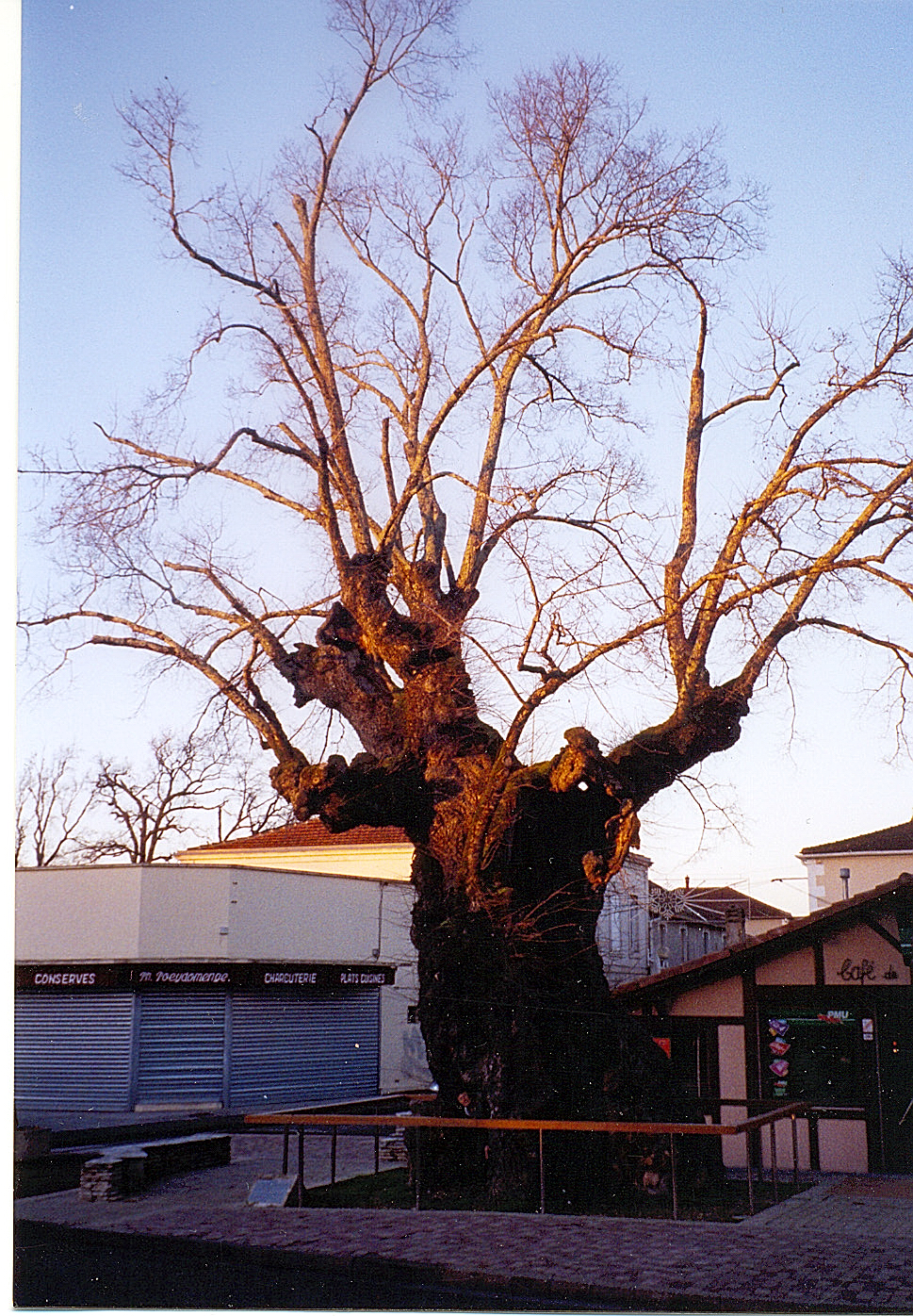
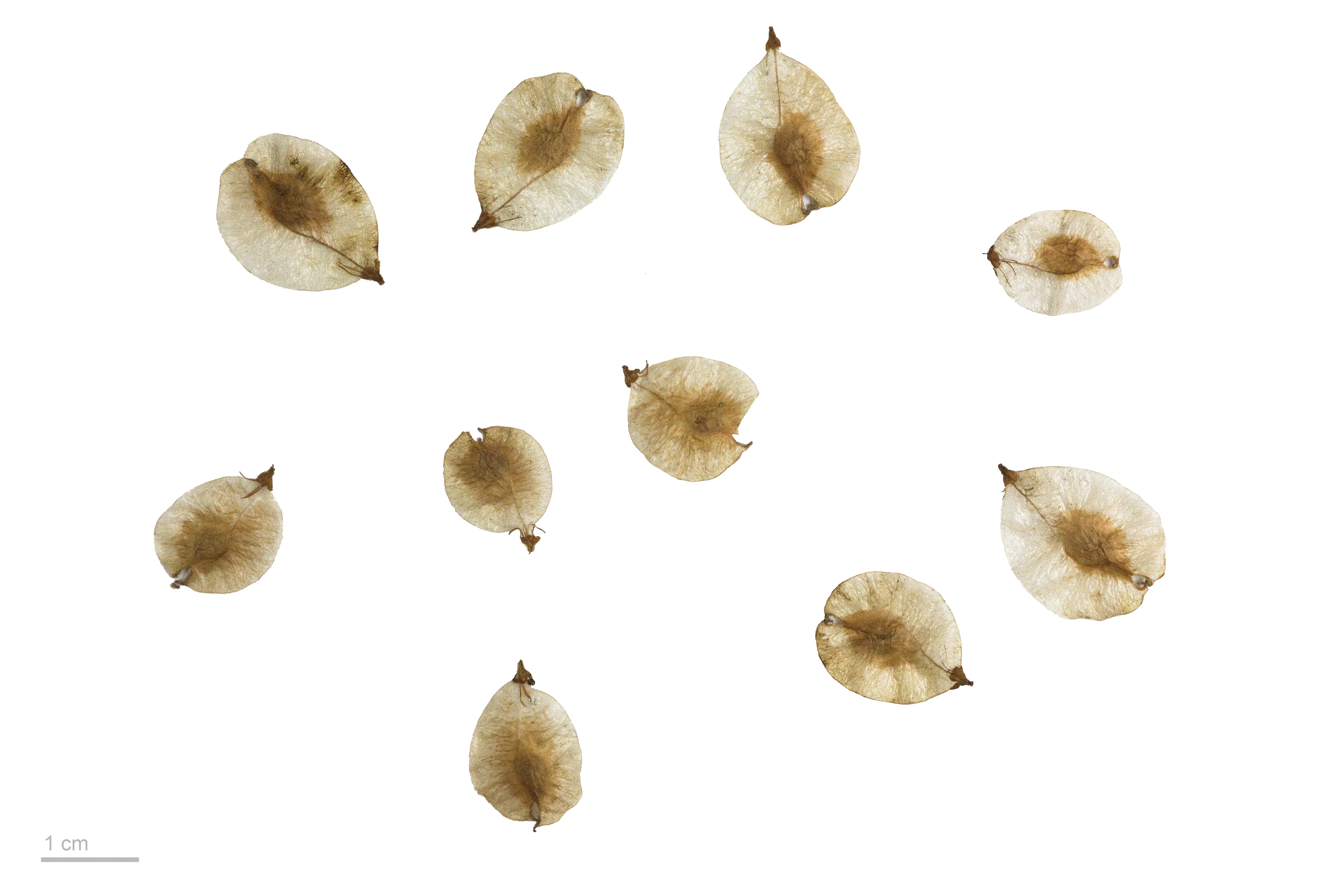
Ulmus minor - Museum specimen